# Портленд Стил
Portland Steel — профессиональная арена-футбольная команда из Портленда, штат Орегон. Команда начала свою историю под названием Portland Thunder и присоединилась к AFL в 2014 году в качестве команды расширения вместе с Los Angeles Kiss. Команда проводила домашние матчи в Moda Center. Команда была известна как Thunder до 2016 года, когда франшиза перешла под контроль лиги и стала называться Steel.

## История

### Создание Portland Thunder
2 октября 2013 года в Moda Center прошла пресс-конференция, на которой было объявлено, что спортивный инвестор Терри Эммерт приобрел права на членство в франшизе AFL. Эммерт приобрел франшизу Milwaukee Mustangs, которая не существовала с сезона 2012 года. Это дало ему право на расширение франшизы, так как не осталось ни одного представителя команды из Милуоки, включая игроков, персонал фронт-офиса и тренеров.
Когда президента команды Джареда Роуза спросили о трудностях, связанных с запуском новой франшизы, он ответил, что основная сложность заключается в привлечении новых фанатов к чему-то, чего рынок ранее не видел. Запуск любого нового продукта является сложной задачей, но у нас есть привлекательный продукт, который, как только люди его увидят, они будут заинтересованы.
8 ноября 2013 года было объявлено, что финалистами для команды стали пять названий: «Thunder», «Enforcers», «Sasquatch», «Growlers» и «Stomp».
Через шесть дней после этого, 14 ноября, Терри Эммерт, владелец команды, объявил, что название команды будет «Thunder».
Название «Thunder» имеет историю в Портленде, восходящую к 1975 году, когда команда «Portland Thunder» выступала на стадионе Civic в рамках Мировой футбольной лиги.
Джон Канзано, спортивный обозреватель The Oregonian, сообщил, что, по словам источника в команде, Терри Эммерт сам выбрал название команды, хотя утверждал, что окончательное решение будут принимать болельщики.
Согласно источнику Канзано, прозвище «Growlers» было наиболее популярным среди избирателей, за ним следовало «Sasquatch».

### Первый сезон (2014)
25 февраля 2014 года команда Portland Thunder начала тренировочный лагерь и провела медиа-день. 1 марта в спортивном комплексе Tualatin Indoor Soccer в городе Туалатин, штат Орегон, состоялся товарищеский матч между командами, имеющими сезонные абонементы. Первая игра команды прошла 17 марта на площадке Moda Center и была посвящена противостоянию с командой San Jose SaberCats.
12 февраля 2014 года было объявлено о подписании контракта с командой Portland Thunder бывшего принимающего Portland State Vikings Джастина Монахана, уроженца Уэст-Линна, штат Орегон. В состав команды Portland Thunder также вошёл бывший квотербек команды Oregon Ducks Даррон Томас. На вопрос о причинах перехода в команду Portland Thunder, Томас ответил: «Это была одна из основных причин, по которой я вернулся и принял эту возможность приехать сюда. Я делаю это ради фанатов, и я знаю, что люди меня поддерживают. Я хочу соревноваться и быть стартовым игроком, и именно для этого я здесь».
Команда Thunder провела свой первый матч в День Святого Патрика, 17 марта, на арене Moda Center. На игре присутствовало 8509 зрителей. В матче команда потерпела поражение от San Jose SaberCats со счетом 64–34.
На седьмой неделе Thunder одержала победу над Jacksonville Sharks со счетом 69–62. Однако после этого команда потерпела четыре поражения подряд.
На одиннадцатой неделе команда одержала победу над San Antonio Talons со счетом 55–40. Несмотря на то, что команда завершила сезон с результатом 5–13, в том числе 0–6 в дивизионе и 2–11 в конференции, Национальная конференция была настолько слабой, что Thunder не смогла выйти в плей-офф.
В полуфинале конференции команда вела со счетом 48–45 менее чем за минуту до конца, но затем потерпела поражение от двукратного действующего чемпиона Arizona Rattlers со счетом 52–48.
23 сентября 2014 года команда Thunder уволила главного тренера Мэтью Саука. Через несколько дней команда объявила о назначении на должность главного тренера Майка Хоэнси, бывшего главного тренера команды Iowa Barnstormers.

### Второй сезон (2015)
По итогам сезона 2015 года команда показала аналогичные результаты, заняв места с 5-го по 13-е. Изначально команда финишировала позади Лас-Вегаса в плей-офф. Однако, поскольку AFL распустила Лас-Вегас после окончания сезона, команда удивительным образом снова смогла пройти в плей-офф. В рамках плей-офф команда проиграла San Jose SaberCats.
24 августа 2015 года главный тренер Майк Хохенси и его тренерский состав приняли решение о взаимном прекращении сотрудничества.
11 сентября 2015 года команда «Thunder» согласилась нанять Энди Олсона, бывшего главного тренера «Спокан Шок», в качестве третьего главного тренера за последние три года.

### Третий сезон (2016)
6 января 2016 года Американская футбольная лига (AFL) приняла решение взять на себя управление командой Portland Thunder, ранее принадлежавшей Терри Эммерту. В интервью газете Portland Tribune Эммерт выразил обеспокоенность политикой медицинского страхования лиги и выразил надежду на привлечение новых инвесторов для финансирования команды. В связи с этим, должностные лица лиги и совет директоров приняли решение взять франшизу под свой контроль и начать поиск новых владельцев.
Кроме того, AFL приняла решение уволить Энди Олсона и весь тренерский состав команды Portland Thunder. Новым главным тренером команды стал Рон Джеймс, ранее работавший с командами Las Vegas Gladiators, Utah Blaze и Pittsburgh Power. Также было принято решение назначить Рона Джеймса генеральным менеджером команды.
В 2014 году Эммерт зарегистрировал торговую марку, включающую название Thunder, логотип, цветовую схему и идентичность. Это аналогично тому, как владелец Dallas Cowboys, Джерри Джонс, поступил с идентичностью команды Dallas Desperados в начале 2000-х.
По состоянию на 3 февраля 2016 года Эммерт продолжал законно владеть торговыми марками команды. Он не имел намерений продавать их лиге.
Поскольку Эммерт владел правами на название, существовала вероятность возвращения названия Thunder в AFL или присоединения новой команды под названием Thunder к Indoor Football League в случае провала франшизы Portland AFL в 2016 году.
24 февраля 2016 года франшиза сменила название на Portland Steel от AFL. Новое название было выбрано в честь сталелитейной промышленности региона и богатой истории. Согласно информации, представленной на веб-сайте AFL, сталелитейная промышленность являлась основой рабочей культуры Портленда на протяжении более 150 лет. Сталь является неотъемлемой частью пейзажа Портленда, литейные заводы украшают реки Уилламетт и Колумбия, а также присутствуют на нескольких из 12 знаковых мостов города.
По итогам сезона 2016 года Steel завершили сезон с результатом 3–13, но получили право на участие в плей-офф, так как все команды были допущены к участию в плей-офф. В первом раунде плей-офф команда проиграла Arizona со счетом 84–40, что стало последним матчем для команды. В октябре 2016 года AFL официально распустила франшизу Steel и провела драфт рассеивания игроков 14 октября 2016 года.

### Обвинения в нерациональном управлении и задолженностях по счетам
7 сентября 2017 года телеканал KGW, вещающий из Портленда, провёл расследование деятельности AFL после того, как лига приобрела франшизу у Эммерта. В результате расследования было установлено, что владельцы лиги Arena Football One, LLC, прекратили свою деятельность после сезона 2016 года, оставив после себя неоплаченные счета и не выполнив обязательства перед бывшими сотрудниками и поставщиками.
После приобретения франшизы и ребрендинга в Steel комиссар AFL Скотт Бутера заявил в пресс-релизе, что этот шаг был необходим для стабилизации команды на рынке Портленда, и выразил благодарность болельщикам команды Thunder.
Сотрудники, персонал, поставщики и даже партнёры по трансляции имели в общей сложности неоплаченные счета на сумму в несколько тысяч долларов, что привело к ряду судебных исков против Arena Football One, LLC. По состоянию на сентябрь 2017 года только один из исков был урегулирован во внесудебном порядке.
Телефонные звонки и электронные письма в офис лиги в Лас-Вегасе остались без ответа. В ходе расследования было установлено, что компания по производству спортивных свитеров в Лас-Вегасе должна была получить оплату за производство домашних чёрных свитеров для Las Vegas Outlaws в 2016 году в размере 13 000 долларов. Однако оплата до сих пор не была произведена, и никаких признаков её поступления не наблюдается.
Кроме того, бывшие сотрудники и поставщики получили уведомление от юридической фирмы в Вермонте, представляющей интересы «Arena Football One, LLC». В уведомлении сообщалось о реструктуризации финансовых обязательств лиги и предлагалось выплатить от 10% до 15% от суммы долга в случае отказа от судебных претензий. Однако стороны отклонили данное предложение и продолжили подготовку к судебному разбирательству с группой бывших владельцев AFL после получения отчёта.

## Возвращение АФЛ в Орегон
1 февраля 2023 года, спустя четыре года после завершения второго этапа развития AFL и семь лет после упадка Steel, было объявлено о запуске третьего этапа развития AFL. Также было сообщено о 16 городах, которые могут принять участие в новом этапе.
Одна из новых команд будет базироваться в штате Орегон, но не в городе Портленд. Вместо этого новая франшиза будет располагаться в городе Сейлем, что вызвало удивление у многих.
25 октября 2023 года было официально объявлено о создании новой команды под названием Oregon Blackbears. Однако эта команда столкнулась с различными трудностями и провела всего три игры.
В следующем году её заменила команда Oregon Lightning, которая базировалась в Редмонде и стала преемницей возрождённой лиги Arena Football One. Название «Lightning» было выбрано в честь команды Thunder.